# Chemical Abstracts Service
Хими́ческая реферати́вная слу́жба (англ. Chemical Abstracts Service, CAS) — подразделение Американского химического общества, с 1907 года издающее реферативный журнал Chemical Abstracts, публикующий рефераты научной литературы по химии и смежным темам. CAS расположена в Колумбусе в штате Огайо.

## Базы данных службы CAS
Химическая реферативная служба также поддерживает реестр CAS, всеобъемлющую базу данных по химическим соединениям. Каждое соединение получает уникальный номер и в настоящее время регистрационный номер CAS часто используется для однозначной идентификации химического соединения. Кроме индекса, каждое вещество также получает уникальное название, как правило сконструированное по жёстким правилам номенклатуры химической реферативной службы. Для облегчения поиска схожих соединений наиболее важные функциональные группы стоят в названии на первом месте, затем идут их модификации; существуют и другие отличия между названиями соединений по номенклатуре CAS и номенклатуре ИЮПАК.
Многочисленные базы данных службы CAS являются проприетарными и обычно продаются университетским библиотекам, деловым кругам. В их числе известные SciFinder и SciFinder Scholar, STN и её варианты.
На 8 апреля 2018 года в реестре Химической реферативной службы США (CAS) было зарегистрировано 141 млн химических веществ.